# Старая ратуша (Брауншвейг)
Старая ратуша Брауншвейга (нем. Altstadtrathaus Braunschweig) — бывшее административное здание на площади Альтштадтмаркт в нижнесаксонском городе Брауншвейг, построенное в середине XIII века. Готическое здание является одной из старейших сохранившихся мэрий Германии и памятником архитектуры города.

## История и описание
Ратуша в Брауншвейге существовала до 1253 года: данное здание, располагавшееся к юго-западу от церкви Святого Мартина, было продано, чтобы построить современное готическое здание. Первым было возведено западное крыло, а в 1302 году современный «Ратхус» (нем. dat Rathus) впервые упоминается в документах. В 1393—1396 годах были достроены северное крыло и обновлён фасад западного крыла; северный фасад был построен в период между 1447 и 1468 годами. Строительство затянулось вследствие серии войн и восстаний, повлиявших на жизнь города.

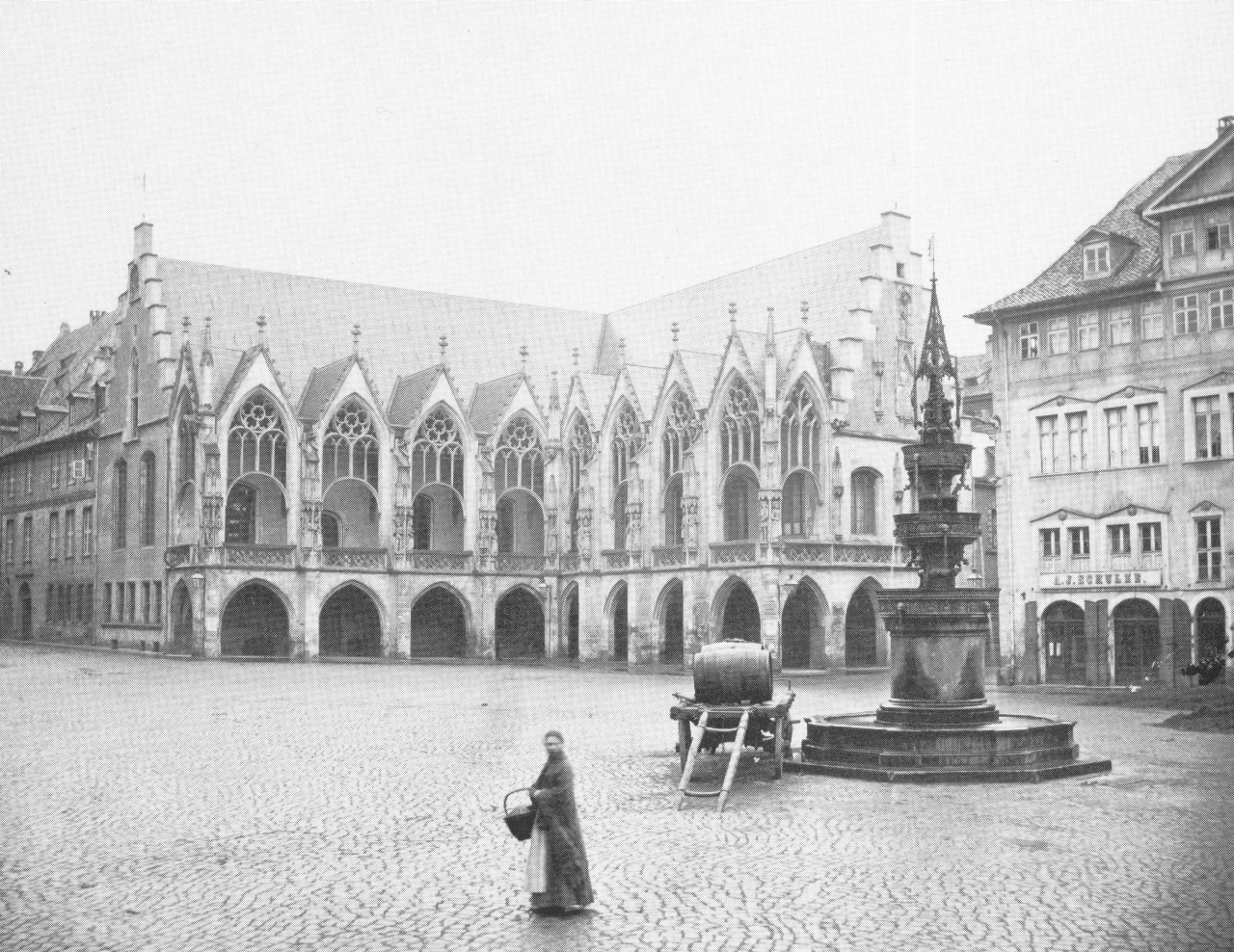
Самая старая известная фотография ратуши (1865)

В Средние века местные лорды, постоянно нуждавшиеся в деньгах, передавали городским властям всё большие права в обмен на финансовые ресурсы — город постепенно становился независимым. Во время беспорядков в центре Брауншвейга, 19 апреля 1374 года, были убиты несколько членов городского совета и мэр Тиле фон Дамм: город был исключен из Ганзейского союза и восстановлен в нём только в 1380 году. В данный период подвал и цокольный этаж ратуши использовались в качестве арсенала, а также — тюрьмы, пыточной камеры и для хозяйственных нужд; на верхних этажах северного крыла находилась городская налоговая администрация, известная как «Schotteldornse».
После потери городом независимости, в 1671 году, Старая ратуша стала владением герцогов; только в 1858 году здание вернулось в собственность города. В 1841—1852 годах архитектор Фридрих Мария Краэ восстановил здание. В годы Второй мировой войны, в результате многочисленных бомбардировок, здание полностью сгорело, хотя фасады остались практически неповрежденными. В настоящее время «старогородская» ратуша, часть помещений которой была отреставрирована в 1977 году, используется в представительских целях — а её первый этаж выступает в качестве выставочного пространства для городского музея.